# La Neuville-aux-Joûtes
La Neuville-aux-Joûtes és un municipi francès situat al departament de les Ardenes i a la regió del Gran Est. L'any 2007 tenia 358 habitants.

## Demografia

### Població
El 2007 la població de fet de La Neuville-aux-Joûtes era de 358 persones. Hi havia 144 famílies de les quals 40 eren unipersonals (20 homes vivint sols i 20 dones vivint soles), 40 parelles sense fills, 52 parelles amb fills i 12 famílies monoparentals amb fills.
La població ha evolucionat segons el següent gràfic:
Habitants censats

### Habitatges
El 2007 hi havia 187 habitatges, 142 eren l'habitatge principal de la família, 35 eren segones residències i 10 estaven desocupats. 179 eren cases i 3 eren apartaments. Dels 142 habitatges principals, 117 estaven ocupats pels seus propietaris, 23 estaven llogats i ocupats pels llogaters i 2 estaven cedits a títol gratuït; 2 tenien una cambra, 2 en tenien dues, 9 en tenien tres, 34 en tenien quatre i 95 en tenien cinc o més. 101 habitatges disposaven pel capbaix d'una plaça de pàrquing. A 69 habitatges hi havia un automòbil i a 59 n'hi havia dos o més.

### Piràmide de població
La piràmide de població per edats i sexe el 2009 era:
| Homes | Edats   | Dones |
| ----- | ------- | ----- |
| 0     | 95 o +  | 4     |
| 0     | 90 a 94 | 0     |
| 0     | 85 a 89 | 0     |
| 0     | 80 a 84 | 4     |
| 16    | 75 a 79 | 4     |
| 0     | 70 a 74 | 16    |
| 4     | 65 a 69 | 8     |
| 4     | 60 a 64 | 4     |
| 20    | 55 a 59 | 12    |
| 20    | 50 a 54 | 16    |
| 16    | 45 a 49 | 20    |
| 20    | 40 a 44 | 4     |
| 4     | 35 a 39 | 16    |
| 8     | 30 a 34 | 16    |
| 8     | 25 a 29 | 0     |
| 4     | 20 a 24 | 28    |
| 4     | 15 a 19 | 12    |
| 12    | 10 a 14 | 4     |
| 12    | 5 a 9   | 16    |
| 0     | 0 a 4   | 0     |

## Economia
El 2007 la població en edat de treballar era de 227 persones, 157 eren actives i 70 eren inactives. De les 157 persones actives 131 estaven ocupades (77 homes i 54 dones) i 26 estaven aturades (12 homes i 14 dones). De les 70 persones inactives 25 estaven jubilades, 14 estaven estudiant i 31 estaven classificades com a «altres inactius».

### Ingressos
El 2009 a La Neuville-aux-Joûtes hi havia 142 unitats fiscals que integraven 375 persones, la mediana anual d'ingressos fiscals per persona era de 16.412 €.

### Activitats econòmiques
Dels 10 establiments que hi havia el 2007, 1 era d'una empresa extractiva, 2 d'empreses de construcció, 3 d'empreses de comerç i reparació d'automòbils, 2 d'empreses d'hostatgeria i restauració, 1 d'una empresa immobiliària i 1 d'una empresa classificada com a «altres activitats de serveis».
L'únic servei als particulars que hi havia el 2009 era un guixaire pintor.
L'únic establiment comercial que hi havia el 2009 era una botiga d'equipament de la llar.
L'any 2000 a La Neuville-aux-Joûtes hi havia 16 explotacions agrícoles.

## Poblacions més properes
El següent diagrama mostra les poblacions més properes.